# 1010
| 1010               |
| ------------------ |
| Dødsfald - Fødsler |
| • Begivenheder     |

| Gregoriansk kalender | 1010 MX                 |
| Ab urbe condita      | 1763                    |
| Armensk kalender     | 459 ԹՎ ՆԾԹ              |
| Kinesiske kalender   | 3706 – 3707 己酉 – 庚戌 |
| Etiopisk kalender    | 1002 – 1003             |
| Jødisk kalender      | 4770 – 4771             |
| Hindukalendere       |                         |
| - Vikram Samvat      | 1065 – 1066             |
| - Shaka Samvat       | 932 – 933               |
| - Kali Yuga          | 4111 – 4112             |
| Iransk kalender      | 388 – 389               |
| Islamisk kalender    | 400 – 401               |

Konge i Danmark: Svend Tveskæg 986/87-1014
Se også 1010 (tal) og 1010 (album)